# Childebert I.

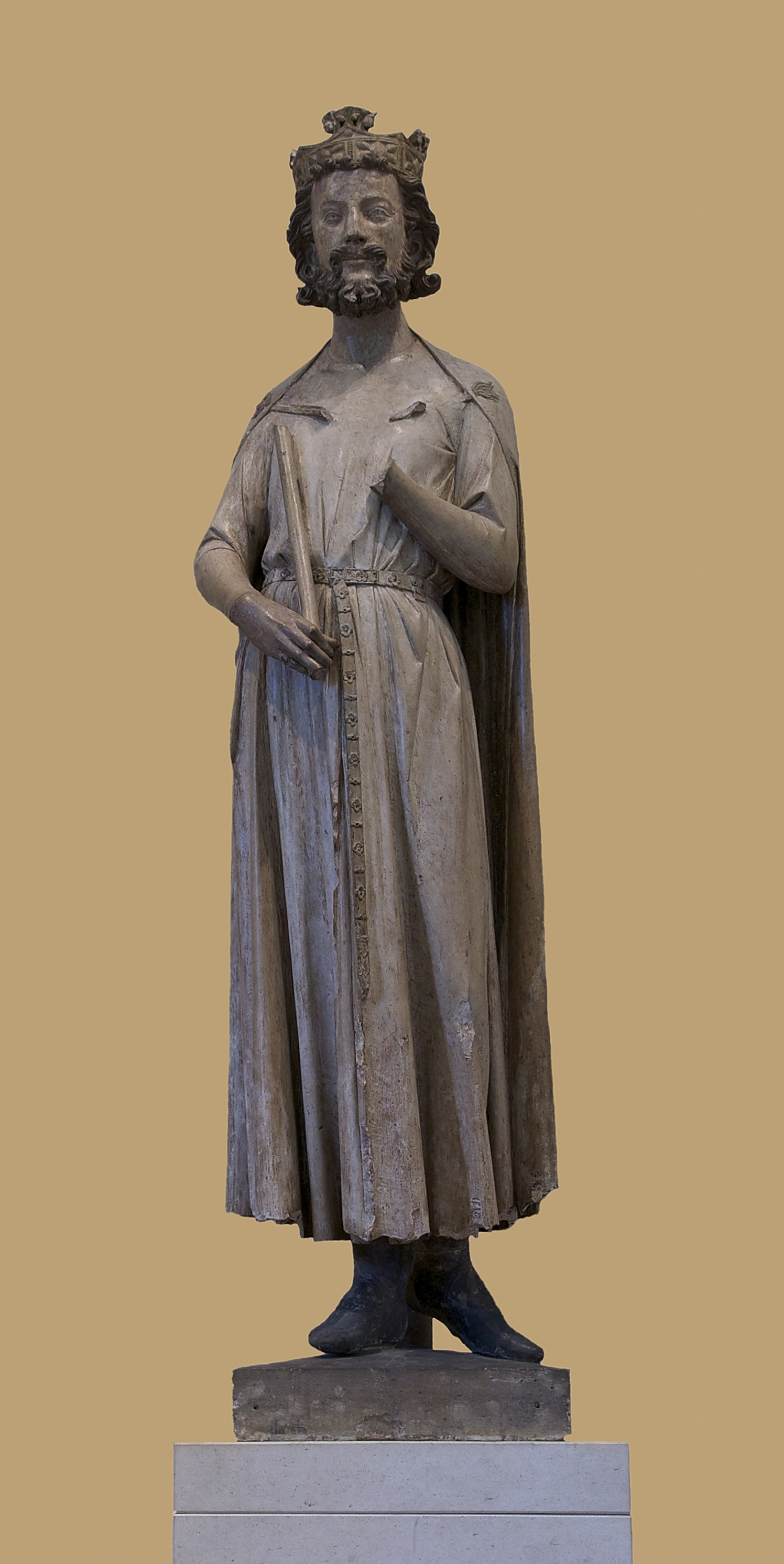
Standbild Childeberts, Louvre, Paris, ca. 1239–1244

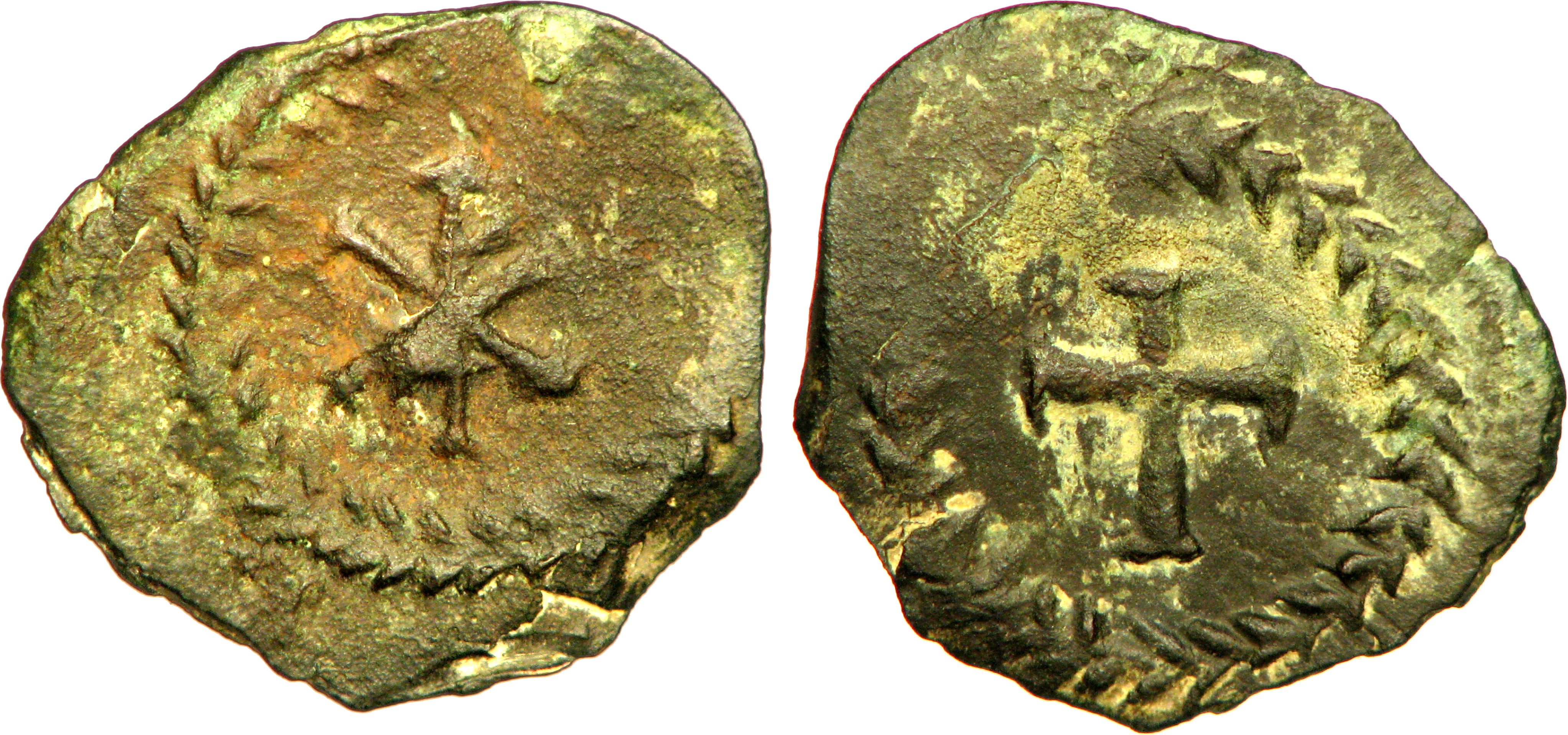
Münze Childeberts I.

Childebert I. (* um 497; † 23. Dezember 558) war der viertälteste Sohn des merowingischen Frankenkönigs Chlodwig I., der dritte aus dessen Ehe mit Chrodechild. Bei der Reichsteilung von 511 erhielt er das Teilreich mit dem Königssitz Paris und regierte bis zu seinem Tod.

## Leben
Childebert hatte außer seinem älteren Halbbruder Theuderich I. noch drei Brüder, von denen der älteste, Ingomer, schon als Kind starb. Die beiden anderen waren Chlodomer und Chlothar I. Nach dem Tod ihres Vaters Chlodwig im Jahr 511 teilten Theuderich, Chlodomer, Childebert und Chlothar das Reich untereinander auf. Childebert bekam das Küstengebiet zwischen Somme und Loire (Bretagne, Normandie und Brie) mit Paris als Residenz sowie ein westliches Stück von Aquitanien.
Nach dem Tod Chlodomers, der 524 auf einem Feldzug gegen die Burgunden ums Leben kam, beschlossen Childebert und Chlothar, Chlodomers drei erbberechtigte unmündige Söhne, ihre Neffen, aus dem Weg zu räumen, um sich das Erbe anzueignen. Auf Anstiften Childeberts tötete Chlothar die beiden älteren Kinder eigenhändig. Nun konnte Childebert sein Reich um einen Teil von Chlodomers Hinterlassenschaft erweitern.
Ein Versuch Childeberts, seinem Halbbruder Theuderich I. die Auvergne zu entreißen, misslang. Später adoptierte er Theudebert I., den einzigen Sohn Theuderichs, und bestimmte ihn damit zum Nachfolger, doch starb Theudebert schon 547/548. Nach der endgültigen Unterwerfung Burgunds zusammen mit seinen Brüdern vergrößerte er sein Reich um Teile Burgunds und der Provence. Mehrfach führte er Kriege gegen das Westgotenreich unter Amalarich und besiegte dieses schließlich 531 bei Narbonne.

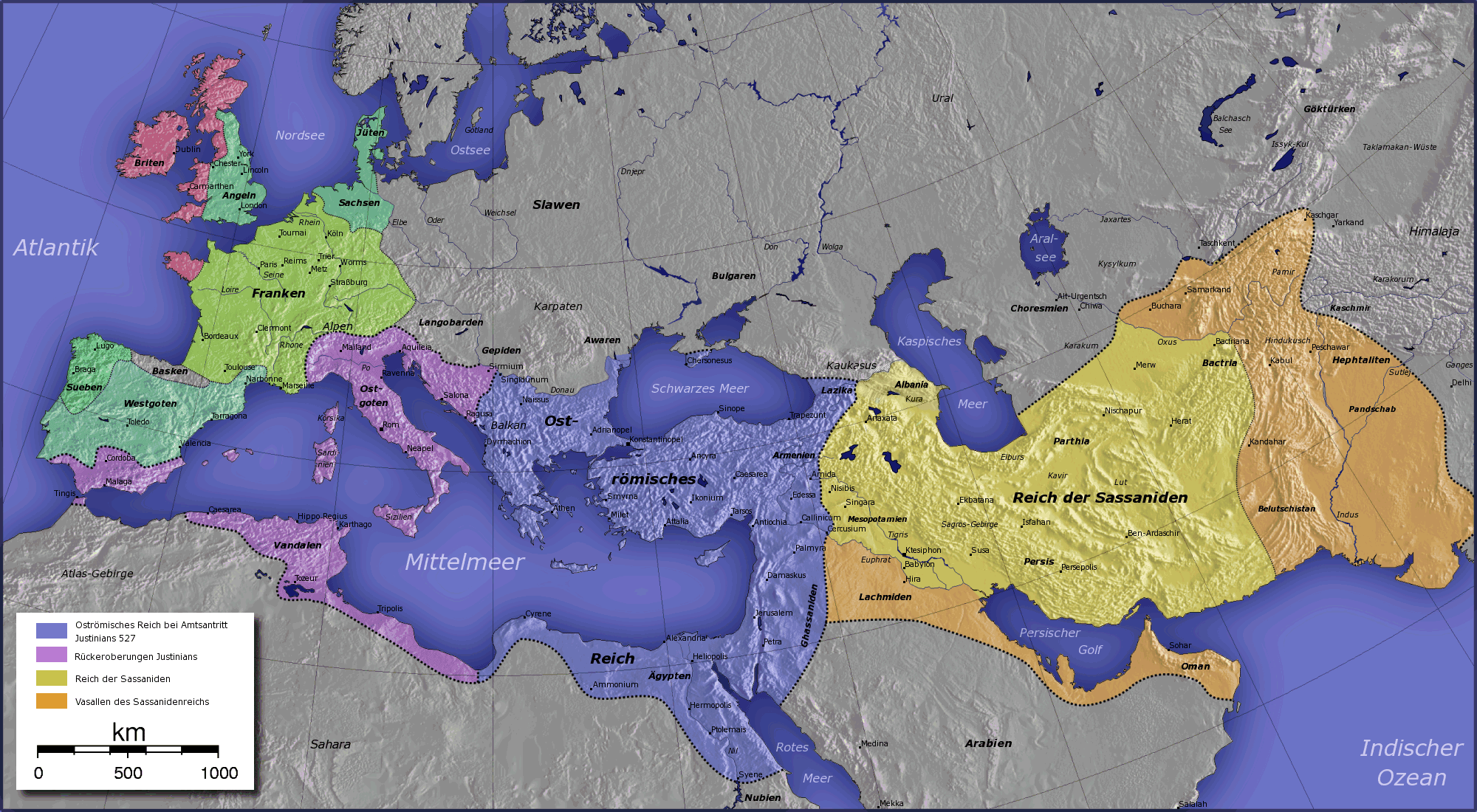
Die allgemeine territoriale Situation. Das byzantinische Reich (blau) bei der Thronbesteigung von Justinian I. (527 n. Chr.) bis zu seinem Tod (565). Zu Beginn der justitianischen Restauration war im Verlauf des 5. Jahrhunderts der Westen des Römischen Reiches (violett) der direkten kaiserlichen Kontrolle entglitten. Im Norden die Franken unter Childebert I., im Hispanien das Westgotenreich unter Theudis und seinen Nachfolgern

Childebert heiratete frühestens 512 Ultrogotho (ca. 496–558), eine Frau von vermutlich gotischer Abstammung. Mit ihr hatte er zwei Töchter, Chrodoswinth und Chrodoberga, aber keinen Sohn. Da er somit ohne Erben war, fiel nach seinem Tod im Jahre 558 sein Reich an seinen Bruder Chlothar I.
Childebert I. war der erste Merowinger, der in der Pariser Abtei St. Vincent, dem späteren St. Germain-des-Prés begraben wurde, wo sich später die Familiengrabstätte befand. Seine Frau und seine beiden Töchter sind im Jahr 567 letztmals bezeugt, danach verliert sich ihre Spur. Ultrogotho († nach 567) wurde ebenfalls in St. Vincent begraben.